# National Film Award/Bester Film in Hindi
Die Gewinner des indischen National Film Award der Kategorie Bester Film in Hindi (Best Feature Film in Hindi) waren:
| Jahr | Film                       | Regisseur               | Produzent                                          |
| ---- | -------------------------- | ----------------------- | -------------------------------------------------- |
| 1972 | Maya Darpan                | Kumar Shahani           | Kumar Shahani                                      |
| 1973 | 27 Down                    | Awtar Krishna Kaul      | Awtar Krishna Kaul                                 |
| 1974 | kein Preis                 |                         |                                                    |
| 1975 | Nishant                    | Shyam Benegal           |                                                    |
| 1976 | Manthan                    | Shyam Benegal           |                                                    |
| 1978 | Junoon                     | Shyam Benegal           |                                                    |
| 1980 | Aakrosh                    | Govind Nihalani         |                                                    |
| 1982 | Aarohan                    | Shyam Benegal           |                                                    |
| 1986 | Mirch Masala               | Ketan Mehta             | National Film Development Corporation              |
| 1987 | Pestonjee                  | Vijaya Mehta            | National Film Development Corporation              |
| 1988 | Salaam Bombay!             | Mira Nair               |                                                    |
| 1989 | Salim Langde Pe Mat Ro     | Saeed Akhtar Mirza      | National Film Development Corporation              |
| 1990 | Drishti                    | Govind Nihalani         |                                                    |
| 1991 | Diksha Dharavi             | Arun Kaul Sudhir Mishra | National Film Development Corporation /Doordarshan |
| 1992 | Suraj Ka Satvan Ghoda      | Shyam Benegal           | National Film Development Corporation              |
| 1994 | Mammo                      | Shyam Benegal           | National Film Development Corporation              |
| 1995 | Bandit Queen               | Shekhar Kapur           |                                                    |
| 1996 | Gudia                      | Gautam Ghose            |                                                    |
| 1997 | Hazaar Chaurasi Ki Maa     | Govind Nihalani         |                                                    |
| 1998 | Godmother                  | Vinay Shukla            |                                                    |
| 2000 | Zubeidaa                   | Shyam Benegal           |                                                    |
| 2001 | Dil Chahta Hai             | Farhan Akhtar           |                                                    |
| 2002 | The Legend of Bhagat Singh | Rajkumar Santoshi       |                                                    |
| 2003 | Raghu Romeo                | Rajat Kapoor            | National Film Development Corporation              |
| 2004 | Raincoat                   | Rituparno Ghosh         |                                                    |
| 2005 | Black                      | Sanjay Leela Bhansali   | Anshuman Swami Sanjay Leela Bhansali               |
| 2006 | Khosla Ka Ghosla           | Dibakar Banerjee        | Savita Raj Hiremath                                |
| 2007 | 1971                       | Amrit Sagar             | Sagar Films                                        |
| 2008 | Rock On                    | Abhishek Kapoor         | Excel Entertainment                                |

Derzeit erhalten Produzent und Regisseur des Gewinnerfilms je einen Rajat Kamal und ein Preisgeld von 100.000 Rupien.